# Azal Avia Cargo
Azal Avia Cargo je azerski avio prijevoznik koji se bavi teretnim transportom. Kompanija je osnovana 1996. godine te je u vlasništvu nacionalnog avio prijevoznika Azerbaijan Airlinesa. Tvrtka nudi čarterski teretni transport u Azerbajdžanu i državama članicama ZND-a.
Tehničko sjedište i hub Azal Avia Cargoa je u zračnoj luci Hejdar Alijev u Bakuu.